# Шавлакадзе, Роберт Михайлович
Ро́берт Миха́йлович Шавлака́дзе (груз. რობერტ მიხეილის ძე შავლაყაძე; 1 апреля 1933, Тифлис — 4 марта 2020, Тбилиси) — советский прыгун в высоту, олимпийский чемпион. Мастер спорта СССР (1955). Заслуженный мастер спорта СССР.

## Биография
Родился 1 апреля 1933 года в Тбилиси.
Окончил Грузинский ГИФК (1955), Тбилисский государственный университет (1961), тренер-преподаватель. Кандидат педагогических наук. Член КПСС с 1964 года.
Выступал за команду «Динамо» (Тбилиси). В 1959 году первым из советских прыгунов в высоту смог одержать победу над представителем США. Дважды представлял СССР на Олимпийских играх (1960 и 1964 гг., 1-е и 5-е места соответственно). Личный рекорд — 2 м 17 см (1964).
Заслуженный мастер спорта СССР (1960). Кавалер ордена Ленина (16.09.1960, за успешные выступления в XVII летних и VIII зимних Олимпийских играх 1960 года, а также за выдающиеся спортивные достижения). Награждён грузинским Президентским орденом «Сияние» (2018).

### Семья
Жена Ламара, дочь Ролла (1959 г.р.).

## Спортивные достижения
- Олимпийский чемпион по прыжкам в высоту (1960; 2 м 16 см — олимпийский рекорд).
- Бронзовый призёр Чемпионата Европы 1962 года (2 м 09 см).
- Чемпион СССР 1964 года.